# ULPC
ULPC är en beteckning som används för mycket små bärbara datorer, så kallade netbooks. Denna typ av datorer fanns på marknaden under förhållandevis lång tid[när?] men sålde inte speciellt mycket fram till dess att ASUS lanserade en modell kallad Eee PC. Denna dator har till stor del inspirerats av projektet One Laptop per Child (OLPC). ULPC-datorer är i stort sett lågprisvarianter av bärbara datorer och oftast något större än en UMPC. Sedan mitten av 2010-talet, i samband med smartmobilernas allt större genombrott, har försäljningen åter dalat och under 2020-talet är försäljningen av denna typ av datorer i stort sett obefintlig i större delen av världen.